# Tor Englund
Tor Leopold Englund, född 10 juni 1902 i Göteborg, död där 27 augusti 1971, var en svensk psykiater.
Efter studentexamen 1921 blev Englund medicine kandidat vid Uppsala universitet 1925 och medicine licentiat vid Lunds universitet 1930. Han blev extra läkare vid Källshagens sjukhus i Vänersborg 1930 och andre läkare vid Ryhovs sjukhus i Jönköping 1934. Han var förste läkare 1938–59 och biträdande överläkare vid Sankt Jörgens sjukhus i Göteborg 1949–59, överläkare där från 1959 och sjukhuschef från 1964. Han var hjälpverksamhetsläkare vid Sankt Jörgens sjukhus 1946–56, läkare vid Göteborgs och Bohus läns landstings mottagning för psykiskt sjuka vid Mölndals lasarett från 1946. Han författade skrifter i psykiatri.